# Atentado suicida do Dizengoff Center

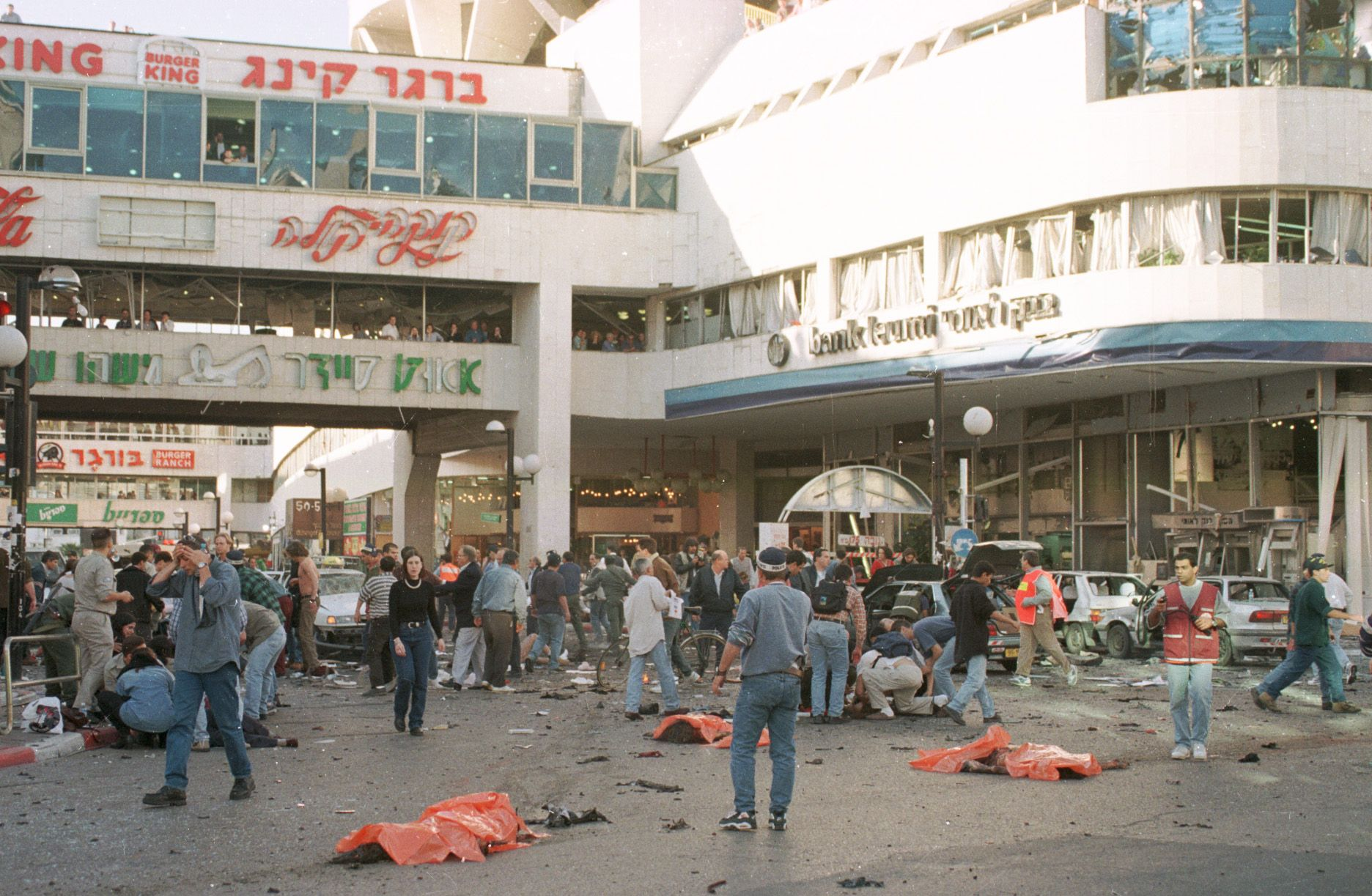

O atentado suicida do Dizengoff Center foi um atentado terrorista ocorrido em Tel Aviv, Israel, em 4 de março de 1996, durante o feriado judaico de Purim - o quarto atentado terrorista suícida ocorrido em Israel em um curto período de 9 dias. O explosivo pesava 20 quilos, e incluía em seu interior pregos e outros pedaços de metal, que visavam aumentar o número de mortos e feridos e a gravidade dos ferimentos das vítimas.
Um militante palestino detonou o explosivo atado ao seu corpo em frente ao shopping center Dizengoff Center, no centro da cidade, matando treze israelenses e ferindo 130, incluindo crianças (muitas fantasiadas, por ocasião do Purim). Ambos os grupos terroristas Hamas e Jihad Islâmica palestina alegaram responsabilidade pelo ataque.
A explosão ocorreu pouco depois das 16 horas, em frente ao Dizengoff Center, maior centro comercial de Tel Aviv. Antes de detonar a bomba, o terrorista tentou entrar no shopping center, porém ao perceber que ali estavam policiais que suspeitaram dele, dirigiu-se a um cruzamento fora do centro comercial e detonou o explosivo atado a seu corpo, junto a um grupo de pessoas em frente de caixas eletrônicos.